# Ch'i (spiritualité)
Pour les articles homonymes, voir Qi et Ki.
Le ch'i /tɕʰi˥˩/ (chinois simplifié : 气 ; chinois traditionnel : 氣 ; pinyin : qì ; Wade : ch'i⁴ ; EFEO : ts'i), ou ki (japonais : 気), ou encore chi, que l'on peut traduire par « flux d'énergie naturelle », est une notion de la culture chinoise (reprise dans la culture japonaise) qui désigne un principe fondamental formant et animant l'univers et la vie,,,.
Pour les adeptes du taoisme et de la médecine traditionnelle chinoise, le ch'i est à l'origine de l'univers et relie les êtres et les choses entre eux : « nous ne possédons pas le chi, nous sommes le chi ! ». Substance subtile qui se déplace le long des « veines du dragon » (lóng mài, 龍脈), il circule à l'intérieur du corps par des méridiens qui se recoupent tous dans le « centre des énergies » appelé « champ du cinabre », tanden au Japon et dāntián en Chine. Il est présent dans toutes les manifestations de la nature.
Plusieurs concepts de la philosophie indienne s'en rapprochent, tels que le prana (प्राण / prāṇa) ou l'ojas (ओजस् / ojas).
Non reconnu par la communauté scientifique, le ch'i est considéré comme un concept philosophique, hypothétique et invérifiable.

## Notion

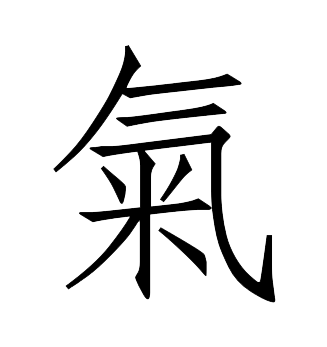
Sinogramme qì

Le ch'i  (qi) reste difficile à traduire. D'abord parce que sa notion s'étend à différents aspects de la vie et de l'univers dans la cosmogonie chinoise. Ensuite parce que le sens a évolué tout au long des époques, au gré de l'influence de différentes écoles de pensée.
Une analyse rapide de la graphie 氣 (écriture non simplifiée) nous montre de la vapeur 气 au-dessus du riz 米, qui donne une traduction étymologique très réductrice, « énergie produite par l’absorption du riz », exprimant l'idée que le ch'i est produit par l'air et l'alimentation. L'alimentation n'étant qu'un moyen parmi d'autres de produire du ch'i. Le Chinois moderne n'a retenu que la partie supérieure 气, et rejoint ainsi dans l'esprit le caractère primitif formé de trois lignes horizontales 三, symbolisant les courants atmosphériques, similaire au caractère 三 désignant le nombre « trois ».
La notion de ch'i évolue simultanément sur trois plans ; celui des êtres vivants, celui de la structure de l'univers et celui de la spiritualité. Par extension, la notion s'utilise aussi pour rendre compte d'un effet d'harmonie, qu'il soit artistique, architectural ou corporel. L'interprétation du ch'i en termes d'énergie reste propre à l'Occident, car elle n'apparaît jamais dans les textes chinois qui en restent, eux, à l'idée d'un souffle ou d'une essence.

### Principe fondamental de l'univers
Le ch'i est aussi un principe fondamental et unique, qui donne à l'univers et aux êtres leur forme, tout en les transformant sans cesse. Il circule indifféremment dans les choses et les êtres, les reliant en permanence. Dans la cosmogonie chinoise, le ch'i préexiste à l'émergence du yin et du yang, deux aspects de ce souffle qui, en se combinant l'un à l'autre, vont permettre la formation des « dix mille êtres » (wànwù 万物), c'est-à-dire des êtres et des objets de l'univers.

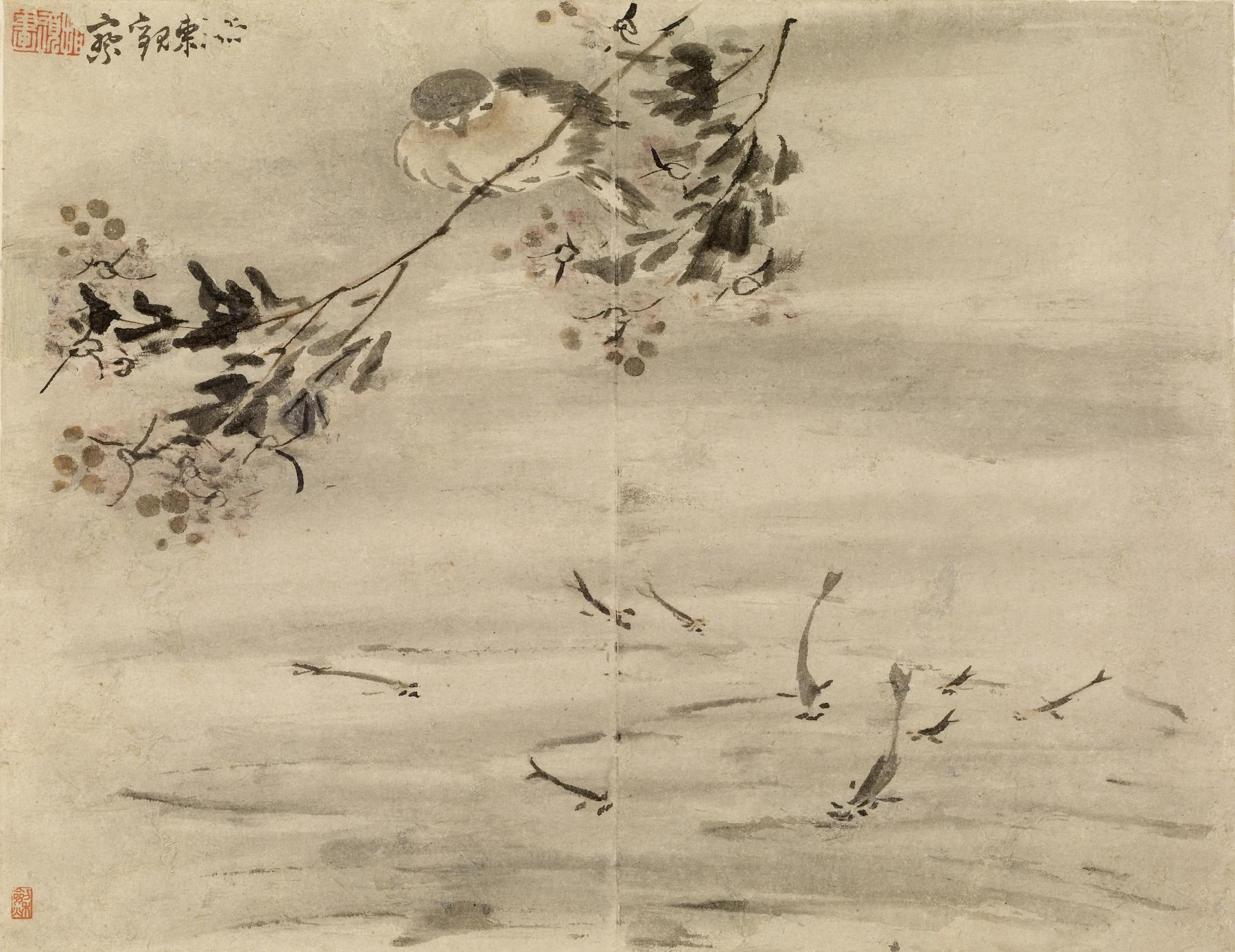
L'oiseau observe des poissons (Gao Qipei, 1713)

Au premier moment du cosmos aurait existé une forme indifférenciée, nommée wújí (無極), durant lequel le ch'i originel (yuánqì 元气) était encore unaire, indifférencié. Puis cette forme se serait polarisée, se divisant en un pôle yin et un pôle yang pour fonder ce qui est nommé Tàijí (太极), littéralement la « poutre faîtière suprême » du cosmos, clef de voûte de la structure de l'univers. À partir du tàijí, les combinaisons yin-yang vont se multiplier et varier quasiment à l'infini pour engendrer le monde, dans un mouvement permanent de transformation que la pensée chinoise a traduit par 64 hexagrammes, dans le Classique des Mutations ou Yi Jing (易經).
Le yin est lui-même composé d'une part de yang et d'une part de yin, idem pour le yang. Par ces deux composantes yin et yang, le ch'i s'exprime de différentes manières, alternativement par du froid et de la chaleur, de l'ombre et de la lumière, du calme (lac) et de l'activité (vagues, vent), un matériau plus ou moins compact (terre, bois ou pierre). La cosmogonie chinoise désigne également cinq mouvements fondamentaux du ch'i, wǔxíng (五行), littéralement « cinq phases » traduit incorrectement par « cinq éléments » : bois, feu, terre, métal, eau. Ces cinq agents représentent cinq modes d'activité du souffle, qui se succèdent indéfiniment selon un cycle cohérent. Sous Qin Shi Huang, le cycle les fait se succéder dans un rapport de domination (kè 克), qui peut aider à déterminer le type de dynastie future à instaurer au terme d'une précédente, ou les rites à célébrer selon les saisons. Ainsi l'eau éteint-elle le feu, lequel fait fondre le métal qui tranche le bois, ce dernier puisant la terre qui absorbe l'eau, et ainsi de suite. Puis ils se comprennent selon un cycle d'engendrement (shèng 勝) sous la dynastie Han, où l'eau engendre le bois, le bois alimente le feu, le feu engendre la terre, la terre source du métal, le métal se liquéfie et ainsi de suite. Ces cycles décrivent l'effet de la croissance du yang, de son apogée, puis de l'amorce de son déclin qui annonce la croissance du yin, lequel atteint son apogée puis commence à décliner, annonçant ainsi à nouveau la croissance du yang ; la phase terre étant la période de transition. L'ensemble peut représenter un schéma spatio-temporel dynamique, inspiré de la course du soleil à travers la voûte céleste (lever, zénith, coucher) avec l'alternance des saisons, et les points cardinaux, tous liés à l'activité alternative yin-yang.
Ce principe, jamais pensé comme une divinité, inscrit l'être humain dans les mêmes lois naturelles que celles qui régissent l'univers. Dans cet esprit, l'influence du qì organise les veines du corps humain comme il organise les nervures du jade. L'être humain est ainsi pensé comme un cosmos en miniature.

### Morale et essence spirituelle
Dans la philosophie taoïste, et particulièrement dans sa forme religieuse, le ch'i est perçu comme participant à l'évolution spirituelle d'un être. C'est en raffinant le souffle par des opérations « d'alchimie corporelle » que le pratiquant espère progresser dans son développement spirituel, et atteindre un état mental censé rejoindre le fonctionnement fondamental du cosmos. Le taoïsme et le néoconfucianisme (qui prône la conformité de l’ordre social) parlent alors de retour au wuji, avec pour objectif idéal l'existence éternelle.
La pratique de ces exercices emprunte à l'alchimie son vocabulaire et définit trois centres de raffinage du souffle. Le champ de cinabre inférieur, ou dantian inférieur, situé sous le nombril représente l'endroit où se fabrique et s'entretient le ch'i en tant que substance vitale. Le second champ d'élixir, situé au niveau du cœur-sternum, transforme le ch'i en shén, qui est un souffle plus subtil propre à la pensée. Enfin, la tête contient le troisième dantian où le shén se transforme en un souffle propre à la spiritualité, celui qui est censé mettre le pratiquant dans un état d'unité avec le cosmos, c'est-à-dire le conduire à agir selon les lois intrinsèques d'équilibre de l'univers que le taoïsme nomme la Voie, ou Tao (道), également état originel du cosmos. Cette pratique, nommée qi gong (气功), se base sur des exercices de respiration et de visualisations mentales, alliés parfois à des mouvements ou postures.
Dans la philosophie confucianiste, le ch'i est associé au lǐ 理, principe structurant des êtres et des choses. La morale et les règles sociales sont jugées idéales lorsqu'elles suivent les lois naturelles qui régissent l'univers, et ces lois émanent du principe lǐ qui structure l'ordre établi. Toutefois le ch'i garde sa nature fondamentale, de sorte que la morale est directement liée au corps qui accueille la circulation du ch'i. Le corps et l'esprit restent intimement dépendants l'un de l'autre ; les philosophes travaillent leur ch'i grâce au corps pour parfaire leur morale et leur vertu.

## Caractère chinois

### Évolution
Si la notion ch'i pose des problèmes de traduction, d'autant que la signification a changé au fil des époques, on peut se référer directement aux caractères chinois qui ont servi à l'évoquer, notamment à partir du dictionnaire Shuowen Jiezi élaboré par Xǔ Shèn au IIe siècle. L'origine du mot reste trouble, les pictogrammes qui pourraient contenir la même signification que celle d'aujourd'hui sont difficiles à identifier.
Les premières traces archéologiques évoquant le ch'i montrent, gravée sur une carapace de tortue, une graphie à trois barres horizontales. De type d'écriture jiǎgǔwén (甲骨文), époque des Zhou occidentaux, elle représente la vapeur ou la brume. Cette même graphie se retrouve sur une tasse de thé en bronze, la qihe hú (壶), datant de la même période mais « fondue » en graphie de type jīnwén (金文). L'idée de ch'i apparaît également sur un bijou de jade datant de la période des Royaumes combattants (-403 à -256), le xingqi ming (texte des mouvements) exposé au musée de Tianjin, sous la forme du sinogramme 炁. Celui-ci se compose de 既 (皀 + 旡, bol de riz + agenouillé) sur le radical 灬, qui se rapporte au feu (huǒ 火). Dans le système d'écriture lishu, sous la Dynastie Han (-206 à 220), le ch'i est exprimé par un caractère combinant la vapeur 气 sur le feu 火. C'est seulement sous la Dynastie Song (960 - 1279) que le ch'i est représenté par le caractère 氣 qui évoque la vapeur émanée de la cuisson du riz ; c'est-à-dire au moment où la médecine chinoise a besoin de transcrire une substance issue de la nourriture et de la respiration. Graphié en style songti ou zhengkai, ce sera l'idéogramme encore utilisé de nos jours.

### Caractère actuel
Le sinogramme traditionnel 氣, qui désigne le ch'i, illustre le caractère à la fois matériel et immatériel de la notion. Le sinogramme a pour clé le pictogramme 气 (qì). Utilisé comme clef pour les gaz, il représente un nuage convectif et signifie l'air. La partie inférieure gauche du sinogramme est le pictogramme 米 (mǐ), qui représente des grains de riz et signifie riz. Le caractère complet 氣 exprime ainsi l'idée du riz qui explose. S'il représentait autrefois le riz pour les invités, il symbolise aujourd'hui le souffle vital, puis également l'esprit et la morale. Il est aussi à associer au prana de la médecine ayurvédique dont les concepts demeurent très proches de ceux de la médecine chinoise, et qui possède la même origine étymologique indo-européenne (*ane-, « souffle vital ») que le mot âme en français.
Le sinogramme décrit donc le ch'i comme étant à la fois aussi immatériel et éthéré que la vapeur et aussi dense et matériel que la céréale. Il signifie également que le qì est une substance subtile (vapeur) dérivée d'une substance grossière (céréale).
Si, comme vu précédemment, le mot âme a des origines étymologiques communes avec le prana, la philosophie chinoise désigne plus précisément par shén (神) la notion d'âme. La notion qì, désignant alors l'idée d'énergie vitale, manque d'un équivalent précis en Occident. Si aucun terme global ne parvient à retranscrire véritablement la nature du qì, de nombreuses traductions partielles restent possibles selon le contexte : « souffle vital », « énergie », « force vitale », etc.

## Centres du ch'i
La médecine traditionnelle chinoise établit l'existence de trois zones de concentration du ch'ì, réparties dans le corps le long du méridien Ren. Elle les nomme dāntián 丹田, champ d'élixir. Dans le langage commun ce terme désigne la zone localisée au bas-ventre, appelée plus précisément xiàdāntián 下丹田, champ d'élixir inférieur.
- Dāntián inférieur (下丹田)

Autrement nommé qìhǎi 气海, mer de ch'i, il est celui dont on parle le plus parce qu'il fabrique du ch'i. C'est le fameux
hara (nombril) ou seika tanden japonais, ou hypogastre français. Le taoïsme et la médecine traditionnelle chinoise en font le lieu de transformation de l'essence jīng en qì. Jīng 精 désigne à la fois le souffle qu'on reçoit des parents, et celui qui découle de la digestion. Sa position se repère à deux largeurs de doigt (environ 3 cm) sous le nombril et s'enfonce de 4 doigts à l'intérieur de l'abdomen.
- Dāntián médian (中丹田)

Autrement nommé tánzhong 檀中, ce centre transforme le ch'i en souffle spirituel (shén 神) qui anime la vie mentale et la conscience. Sa position se repère au niveau du sternum, sur une ligne horizontale à hauteur des tétons.
- Dāntián supérieur (上丹田)

Autrement nommé yintáng 印堂, il transforme shén l'esprit en une sorte d'état spirituel libre conduisant à ce que les philosophies taoïstes et confucianistes nomment le retour au wuji 無極 ou 无极. Il se situe entre les deux sourcils, à 3 cun 寸 à l'intérieur du corps, soit environ 4 doigts.
Le point abdominal est un symbole fort dans cette croyance. On peut remarquer que :
1. Lorsqu'une personne respire, c'est son ventre qui se gonfle et se dégonfle (les poumons s'étendent vers le bas en poussant le diaphragme et les viscères à l'inspiration), on peut le constater en regardant une personne dormir.
2. Le centre de gravité du corps humain se situe vers cet endroit : si l'on allonge une personne sur une balançoire à bascule, il faut que ce point soit au-dessus du pivot pour que la planche puisse rester horizontale ; au judo, de nombreuses techniques de projection consistent à bloquer le corps sous ce point pour le faire basculer.
3. La mère porte le fœtus dans son ventre.

La coïncidence de ces phénomènes explique l'importance qu'ont pu accorder certaines cultures à ce point précis du corps. La manifestation la plus dramatique de l'importance de ce point est sans doute le seppuku (suicide rituel japonais), qui consiste à s'ouvrir le ventre avec un tantō (couteau-sabre).

## Circulation du ch'i

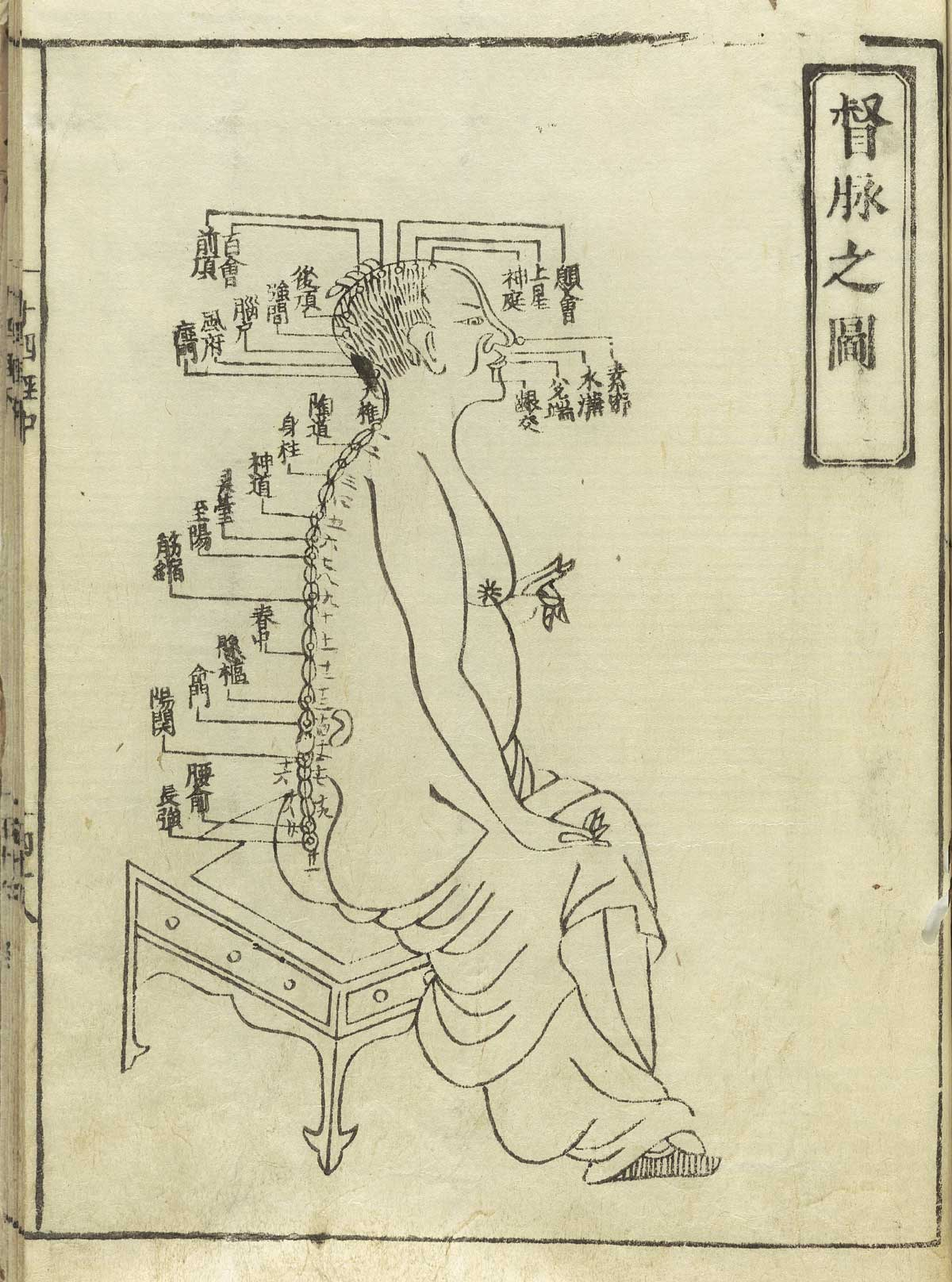
Méridien Du, par Hua Shou 1716

La circulation du ch'i dans le corps a été découverte par empirisme, au fil de siècles de pratique en Chine[réf. souhaitée]. L'existence même du ch'i et sa circulation n'ont pas trouvé de validation expérimentale dans le domaine scientifique. La circulation du ch'i reste donc l'interprétation d'une expérience sensitive, que la médecine traditionnelle chinoise lie à l'activité cérébrale, la pensée. Les éventuels effets sont mesurés par observation d'autres paramètres comme le rythme cardiaque, la pression sanguine, les changements de température, la sudation, le tonus musculaire, la douleur, etc. De prudentes recherches cliniques sont par exemple menées en Chine, à l'Institut de médecine traditionnelle de Chongqing ou à l'Institut de physique et des hautes énergies de Pékin. La médecine chinoise distingue deux formes de ch'i, le souffle intègre (zhèngqì 正氣) garant d'une bonne santé et le souffle vicié (xiéqì 邪氣) générateur de maladies. Le qi circule soit en phase yang, soit en phase yin, dans des canaux spécifiques.
C'est d'après ces schémas de circulation que furent définis des exercices statiques (par la pensée) et dynamiques (par le mouvement) de développement et d'entretien du ch'i, à dessein de préserver une santé autant physique que mentale et morale. Les mouvements du tai chi chuan 太极拳 et du hsing i chuan 形意拳 par exemple respectent ces principes de circulation. En alliant respiration et mouvements, ces arts martiaux internes chinois stimulent le qi dans les méridiens en plus d'offrir un système martial efficace.

### Méridiens
Le ch'i engendre différentes sensations lorsqu'il circule dans le corps, sous forme de chaleur ou de picotements. C'est en concentrant leur attention sur ces sensations que, par empirisme, les médecins traditionnels chinois ont pu établir au fil des siècles un réseau de circulation parcourant le corps. Ce réseau est défini par des méridiens principaux et secondaires, autrement appelés vaisseaux, et par des points. La sensation est éprouvée soit par sensibilité naturelle, soit après des exercices de qigong. C'est ainsi que la médecine traditionnelle chinoise insiste sur le fait que la circulation du ch'i interne est corrélée, d'une certaine manière, à l'activité de la pensée. La topographie de ces canaux et points n'a pas varié au fil des époques et des expériences, de sorte que le schéma proposé par le médecin Li Shizhen de la dynastie Ming (1368 - 1644), dans son livre « Exploration des huit canaux extraordinaires », reste valable dans un livre contemporain d'acupuncture. Ont ainsi été établis 12 méridiens dits ordinaires, et 8 méridiens dits extraordinaires ou curieux. Ces méridiens relient en tout 361 points d'acupuncture, auxquels s'ajoutent 48 points hors méridiens, fixés et adoptés en 1987 lors du colloque de Séoul.
La sensation la plus classique se manifeste sur deux méridiens principaux, qui sont le vaisseau conception (Ren Mai 任脉), qui descend du dessous de la bouche à l'entre-jambe par la face avant du corps, et le vaisseau gouverneur (Du Mai 督脉) qui remonte de l'entre-jambe vers le sommet du crâne par le dos, pour finir entre le nez et la bouche (philtrum). Le ren mai alimente tous les méridiens dits yin, le du mai tous les méridiens yang. Chaque partie du corps possède son méridien yin et son méridien yang. Chez les personnes entraînées, les sensations se manifestent sur les douze méridiens (zheng jing 正经) des pieds et des mains — trois méridiens par côté et par face — selon le sens suivant : sur un corps bras levés, les trois méridiens yin montent du pied, sur la face avant de la jambe, puis l'abdomen, en passant par les aisselles et les paumes pour aboutir aux trois doigts auriculaire, majeur et pouce ; les trois méridiens yang descendent des trois doigts index, annulaire et auriculaire par le dos de la main, l'épaule, remontent vers la tête par la nuque et redescendent dans le long du dos vers l'arrière des jambes, les mollets, jusqu'aux pieds. Mais la plupart des exercices classiques visent la circulation du qi dans ce qui est nommé « les huit méridiens extraordinaires » (Qi Jing Ba Mai 奇经八脉) : gouverneur (Du 督), conception (Ren 任), pénétrant (Chong 冲), ceinture (Dai 带), régulateur yin (Yinwei 阴维), régulateur yang (Yangwei 阳维), motilité yin (Yinqiao 阴跷) et motilité yang (Yangqiao 阳跷).
Il existe encore d'autres méridiens qui relient également les viscères et d'autres organes, la peau et les muscles. Mais leur schéma change selon les époques et les écoles de médecine, bien qu'il existe désormais un schéma de référence pour l'acupuncture contemporaine.

### Trois portes
Les trois portes ou passages difficiles, sanguān 三关, sont appelées ainsi parce qu'elles se réfèrent à des zones où le passage du ch'i est difficile. Situées le long du méridien du, on trouve le passage weiluguān 尾闾关 au niveau du coccyx, le passage jiajiguān 夹脊关 autour du point mingmen 命門 (porte de la vie) au niveau de la seconde lombaire, et le passage yuzhenguān 玉枕关 (coussin de jade) au niveau de l'occiput. Raideurs, douleurs et congestions à ces endroits témoignent, selon la médecine chinoise, d'un passage difficile du qi. Des massages, l'acupuncture ou des techniques de contractions-respirations sont alors utilisés pour fluidifier la circulation.
À chaque porte sa fonction. Quand le ch'i circule par la porte du coccyx, autrement nommée porte de la moelle (suikong 髓孔), il stimule la moelle et le système immunitaire. Un autre nom, changqiang 长强, en fait aussi un générateur de vitalité. Lorsqu'il circule par la porte de la vie, il est censé stimuler le fonctionnement des reins. Et quand enfin il passe par la porte du coussin de jade, aussi appelée porte des fonctions du cerveau (naohu 脑户), il stimule le fonctionnement cérébral.

## Applications de la théorie du ch'i
La médecine chinoise se base en grande partie sur la notion du ch'i. Dans cette médecine, on y distingue les liquides organiques, le sang et le ch'i, qui est lui-même subdivisé en plusieurs types. La notion de ch'i est à l'origine de techniques comme l'acupuncture et les massages, qui consistent à stimuler les points de rencontre des méridiens. Elle inspire des théories chinoises de l'équilibre alimentaire et des exercices tels que ceux pratiqués dans les arts martiaux dits « internes », le taiji quan ou le hsing i, ainsi que la gymnastique basée sur la respiration, le qi gong. Leur but est de maintenir l'équilibre et le dynamisme du qi dans le corps, voire de le manipuler. De même au Japon, le but du shiatsu (massages) et des exercices physiques (dont les exercices respiratoires) est de stimuler le ch'i.
La maîtrise du ch'i fait aussi partie de l'enseignement avancé des bouddhistes et des taoïstes à travers la méditation et divers exercices, ce qui met l'accent sur l'aspect du qi lié à l'activité mentale.
Le ch'i est aussi présent dans la calligraphie et la peinture, comme la peinture chinoise de type xieyi (xiě yì huà 写意画). L'impression d'harmonie qui se dégage des mouvements du pinceau révèle une bonne circulation du qi, à la fois chez l'artiste et dans l'imprégnation des pigments dans le support.

## Le ch'i et les arts martiaux
Les arts martiaux chinois (wushu) 武術 et japonais (budo) font énormément référence à cette notion, respectivement le ch'i, le qi ou le ki. Ceux d'origine vietnamienne, coréenne ou indienne utilisent également cette notion dans leur pratique.

### Arts martiaux chinois
Tous les arts martiaux chinois utilisent la notion de ch'i, à ceci près que certains mettront l'accent sur la maîtrise de la circulation et la manipulation du souffle plutôt que sur l'exercice musculaire. On distingue ainsi les arts martiaux internes, nèijiā quán 内家拳, des arts martiaux externes, wàijiā quán 外家拳. Les applications du taiji quan manipulent le ch'i en tant que ressource pour renvoyer une force vers l'adversaire après avoir détourné la sienne. Le dāntián est fondamental ; « faire descendre le souffle », une technique de respiration avec le ventre imitant celle des nourrissons, permet d'ancrer les postures et d'améliorer la circulation du ch'i. Lors d'entraînements de taiji quan, que ce soit l'exercice de la poussée des mains tuī shǒu 推手 ou le combat libre sǎnshǒu 散手, l'attention portée à ces fondamentaux permet de travailler mieux (en respirant par le ventre le souffle peut être plus profond), plus longtemps, plus efficacement en plus de rendre les mouvements aussi fluides que possible. Dans la croyance du ch'i, la mise en circulation de l'énergie dans les méridiens générée par les enchaînements du taiji quan est identique à ce que produit l'acupuncture.
Le kung-fu shaolin (plus exactement shàolín gōngfu 少林功夫) s'appuie pour certaines techniques sur le ciblage de points précis du corps, spécialement sensibles, afin de rendre les attaques plus efficaces.
Lors des guerres, les médecins stimulaient la circulation du ch'i pour prolonger la période pendant laquelle les prisonniers de guerre pouvaient être torturés si l'on désirait obtenir des informations sur l'ennemi.

### Arts martiaux japonais
Pour désigner le ki, on utilise parfois l'expression « souffle-énergie » (kokyu-ryokyu).
Dans les arts martiaux japonais, lorsqu'un coup est porté (atemi en japonais), c'est le ki du frappeur qui est transmis à l'adversaire et provoque la blessure ; à ce titre, l'important est plus de frapper un point vital (rencontre de méridiens) que de mettre de la puissance physique. Le cri, kiaï (parfois vu à tort comme le « cri qui tue » des karatékas), est une autre manière d'extérioriser le ki. Lors des exercices de casse (de briques, tuiles, planches, pierres, blocs de béton…), le ki est concentré à l'extrémité du poing et provoque la rupture.
La concentration du ki dans le seika tanden est un des éléments fondamentaux des budo : les hanches sont la liaison entre le haut du corps (qui manipule les armes) et le bas du corps (la stabilité). D'un point de vue symbolique, le seika tanden réalise la liaison entre « le ciel et la terre » (tenchi), notion que l'on peut traduire par unification entre l'intention (le ciel, la pensée) et l'énergie (la terre) ; on peut par exemple y voir la métaphore d'un arbre qui puise sa nourriture dans la terre pour tendre vers le ciel.
Le ki reliant les êtres, il relie également les deux adversaires (ou partenaires dans le cadre d'une pratique amicale). Ainsi, un des principes de l'aikido est d'unir les énergies des partenaires afin de supprimer l'agression. Au kyudo (tir à l'arc zen), on considère que la flèche est reliée à la cible, qu'elle fait déjà partie de la cible avant même d'être décochée.
La notion de vigilance, le zanshin que l'on retrouve dans tous les arts martiaux japonais (y compris le ninjutsu, l'art des ninjas), s'appuie aussi sur le concept de ki. À travers le ki, on peut « sentir » l'intention de l'ennemi, ce qui permet de riposter plus efficacement, voire d'agir avant que l'adversaire ait pu lui-même agir. On utilise également le terme sen pour désigner cette action simultanée (sensen no sen : attaque anticipant l'action adverse ; go no sen : riposte anticipant l'action ; sen no sen : attaque simultanée).
Les arts martiaux japonais font également appel à la médecine traditionnelle, avec les notions de kappo et katsu, par exemple pour « réanimer » une personne sonnée.

## Expressions
- 元气 (en chinois, yuánqì) : originel + souffle : le souffle originel à l'origine du monde ;
- 天气 (en chinois, tiānqì ; en japonais, tenki) : ciel + souffle = temps (météorologie) ;
- 生气 (en chinois, shēngqì) : naître + souffle = se mettre en colère ;
- 脾气 (en chinois, píqi) : rate + souffle = colère ;
- 气质 (en chinois, qìzhì) : souffle + qualité = grâce (employé pour apprécier le raffinement d'une femme) ;
- 合気 (en japonais, ai ki) : union des énergies ;
- en japonais, ki no nagare : continuité du ki, désigne la fluidité des mouvements, par exemple l'application d'une technique d'aikido sans marquer d'arrêt et en maintenant constamment le déséquilibre du partenaire (s'oppose à kihon waza, techniques de base en tant qu'élément du mouvement complet)
- en japonais, genki : forme physique, « genki desu ka ? » — « Tu vas bien ? » « Tu es en forme ? »

## Critique

### Point de vue scientifique
Le Ch'i est un concept qui n'est pas régit par les lois scientifiques, et qui est considéré invérifiable. Une déclaration représentant le consensus scientifique sur l'acupuncture publiée en 1997 par le National Institutes of Health des États-Unis a noté que des concepts tels que le Ch'i « sont difficiles à concilier avec les informations biomédicales contemporaines ».

## Divers
- La notion de ki a inspiré la notion de Force  dans l'univers de Star Wars, qui est d'ailleurs globalement très inspiré du Japon médiéval (forme des casques des soldats de l'Empire, scénario inspiré de La Forteresse cachée de Kurosawa, analogies redondantes entre Jedis et samouraïs…).
- Les mangas rendent très souvent compte de cette notion qui est courante dans les sociétés asiatiques (Dragon Ball, Ranma 1/2, Naruto…).

#### Pratiques associées
- Qi gong
- Aïkido
- Reiki
- Acupuncture
- Shiatsu

#### Concepts associés
- Akasha (sanskrit)
- Quintessence (philosophie)